# Pospiviroid
Els Pospiviroidae són una família de viroides que inclou PSTVd, el primer viroide descobert. La seva estructura secundària és la clau de la seva activitat biològica. La classificació de la seva família està basada en les diferències en la seqüència de la regió central conservada. El genoma consisteix (en aquest ordre) en un domini terminal LH, un domini patogènic, un domini central conservat, un domini variable, i un dominiterminal RH. La replicació dels Pospiviroidae ocorre d'una manera asimètrica via la polimerasa de l'ARN, l'ARNasa i la ligasa de l'ARN de la cèl·lula hoste.

## Taxonomia
- Família Pospiviroidae[4]
  - Gènere Pospiviroid; espècie tipus: Potato spindle tuber viroid
  - Gènere Hostuviroid; espècie tipus: Hop stunt viroid
  - Gènere Cocadviroid; espècie tipus: Coconut cadang-cadang viroid
  - Gènere Apscaviroid; espècie tipus: Apple scar skin viroid
  - Gènere Coleviroid; espècie tipus: Coleus blumei viroid 1